# Hanriot H.230
 (octobre 2019).
Si vous disposez d'ouvrages ou d'articles de référence ou si vous connaissez des sites web de qualité traitant du thème abordé ici, merci de compléter l'article en donnant les références utiles à sa vérifiabilité et en les liant à la section « Notes et références ».
L’Hanriot H.230 est un bimoteur d'entrainement avancé construit par Hanriot à partir de 1936. 
Après la nationalisation d'Hanriot, l'avion et ses successeurs ont été produits par l'usine SNCAC.

## Histoire
Le prototype de l'H. 230.01 fit son vol inaugural en juin 1937. Il ressemblait en tous points à son prédécesseur, l'H.220, un avion d'attaque au sol, si ce n'est sa structure plus légère et plus simple.
Le ministère de l'air français passa une commande initiale de 40 H.232.2, bientôt étendue à 57 appareil. L'armée de l'air française ne recevra que 35 appareils entre février 1940, date de la première livraison, et juin 1940, date de la capitulation française. Les Allemands récupéreront 22 H.232.2, mais n'en ayant pas l'usage, ils en vendront 3 à la Finlande. Parmi ceux-ci, 1 sera détruit dans un accident de vol et les deux autres serviront dans l'armée de l'air finlandaise comme avions d'entrainement avancé (ils ne seront détruits que le 2 janvier 1950). Les 19 avions conservés par les Allemands seront démontés en 1942.[réf. nécessaire]
Pendant la guerre d'Hiver, il avait été prévu que les Français envoient 25 appareils aux Finlandais.

## Variantes
H.230

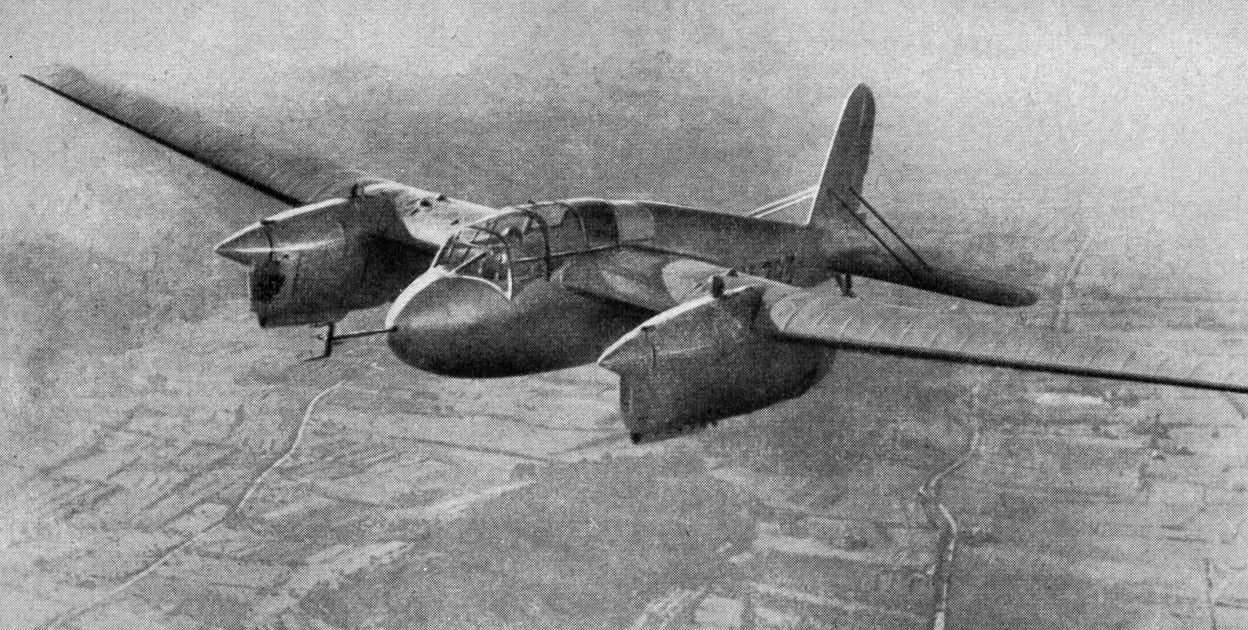
Un Hanriot H.232 en vol. Photo publiée dans L'Aérophile en mars 1940.

Avion d'entrainement bimoteur dérivé du H.220, propulsés par 2 moteur de 128 kW, Salmson 6AF, 1 appareil.
H.231
Développé ultérieurement, propulsé par 2 moteurs de 172 kW, Salmson 6Af-02, 2 appareils.
H.232
Prototype avec aileron simple et gouvernail remplaçant les ailerons précédents, propulsés par deux moteurs Renault 6Q-02/03.
H.232 / 2
Avions de production, 57 commandés mais seulement 35 livrés avant la défaite de la France en 1940. Trois livrés en Finlande (un écrasé durant le vol de livraison).

## Utilisateurs
- Finlande : Armée de l'air finlandaise
- France : Armée de l'air française
- Reich allemand : Luftwaffe